# 程序設計 (化工)

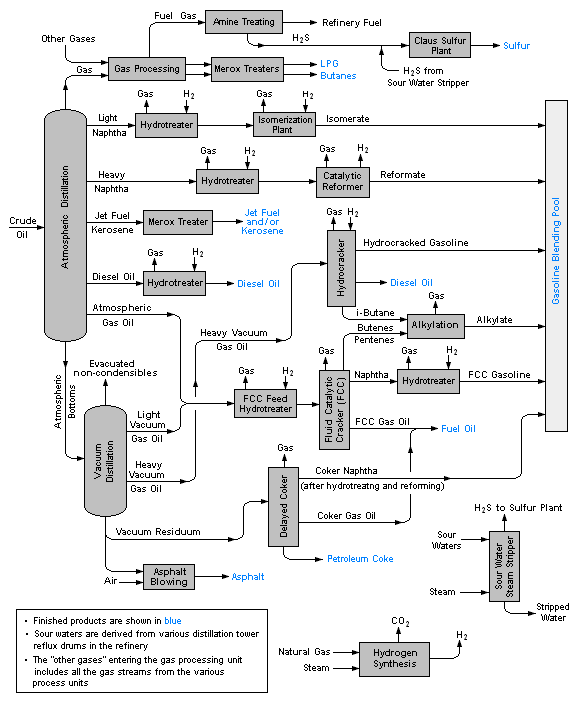
煉油工程的程序流程圖

程序設計是化學工程的學科之一，亦稱化工設計、化工工藝設計或製程設計。
程序設計是指化學工程師依據單一或數個化學反應（或過程），設計出一個能將原料轉變為客戶所需求產品的生產流程和工廠。在設計的過程中，化學工程師會進行生產流程的經濟性、操作性、合理性、可靠性與安全性評估，根據生產流程以及條件，選擇適當的生產設備、管線、儀器等設施，並同時配合工廠的興建工程，將廠內的布局合理化與最適化，最終使工廠完工投產。